# Олексіївське комерційне училище
Олексіївське комерційне училище Міністерства торгівлі і промисловості — комерційне училище, яке діяло в місті Кременчук Полтавської області до російської революції. Будівля училища зруйнована під час Другої світової війни.

## Історія
Метою комерційних училищ в Російській імперії було надання середньої освіти для роботи в сфері торгівлі і комерції. Кременчуцьке комерційне училище Міністерства торгівлі і промисловості було відкрито в 1905 році: «почин у справі порушення питання про відкриття середньої комерційної школи в м. Кременчук зроблений місцевою громадою купців, а заслуга самого відкриття належить Кременчуцькій міській думі». Одним з громадських діячів, які виступали за відкриття училища, був гласний думи, хірург Богаєвський Оксентій Трохимович. Ізюмов Андрій Якович, громадський діяч і майбутній голова міста, з власних коштів заснував стипендію для кращих учнів училища.

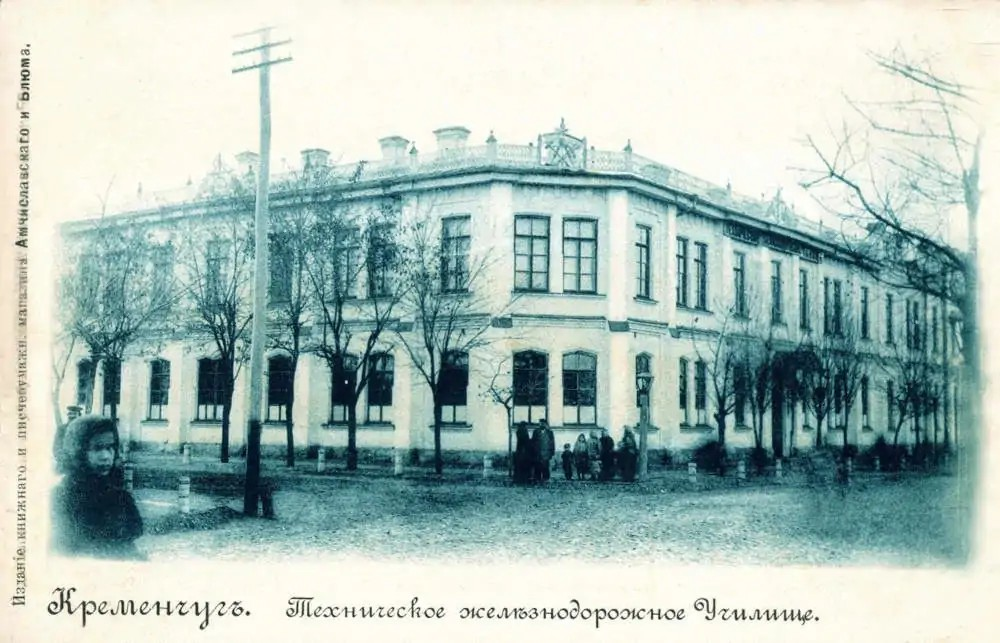
Будівля до переїзду в неї комерційного училища (кут Харчової і Миколаївської)

Засноване училище зайняло колишню будівлю технічного залізничного училища Південних залізниць, розташоване вздовж Харчової вулиці (нині — Шевченка), на перехресті з Миколаївською вулицею. Технічне залізничне училище переїхало в 1904 році в нові корпуси на Ново-Олександрівській вулиці (нині — Леонова), де й розташоване тепер. Будівля на Харчовій вулиці, передана комерційному училищу, була побудована в 1878 році за проектом інженера Брусницького в псевдоготичному стилі.
Першим навчальним роком в училищі став 1905/06 рік. В училищі викладалася математика, комерційна арифметика і кореспонденція, бухгалтерія, політична економія, законознавство, фізика, хімія і товарознавство, Закон Божий (для православного і юдейського віросповідання), російська мова і словесність, каліграфія, креслення, малювання, космографія, французька мова, німецька мова, історія і географія, гігієна, а також гімнастика.
2 травня 1909 року указом імператора Миколи II було задоволено клопотання Міністерства торгівлі і промисловості про присвоєння комерційному училищу імені «Олексіївське», на честь цесаревича Олексія Миколайовича. Оздоблення церкви при училищі в 1911 році оформляв російський архітектор Шехтель Федір Осипович.
При Олексіївському училище була створена футбольна команда, яка брала участь в першому футбольному матчі в Кременчуці в 1912 році і в матчі 1913 року, виступаючи проти збірної технічного залізничного училища.
Випускникам комерційного училища присвоювалося звання особистих почесних громадян. У 1913 році відбувся перший випуск: училище закінчили 25 учнів. У тому ж році вулиця Харчова, на якій розташовувалося училище, була перейменована в Олексіївську.
Після революції 1917 року і громадянської війни система освіти була реформована зі скасуванням навчальних закладів Російської імперії. Олексіївське комерційне училище було перетворено в торгово-кооперативний технікум.
Під час Другої світової війни будівля училища була зруйнована, як і більшість інших будівель міста. У післявоєнний період на місці училища був збудований багатоквартирний житловий будинок (вулиця Шевченка 19/3).

## Відомі випускники
- Гуревич Михайло Юхимович (1906—1960) — інженер-будівельник, учасник будівництва каналу Москва — Волга, гребель в Магнітогорську, перший заступник голови Держбуду СРСР, лауреат Сталінської премії за видатні винаходи і корінні удосконалення методів виробничої роботи (1946), ордена Леніна (1943,1945, 1952), Трудового Червоного Прапора (1954), нагороджений медаллю «За доблесну працю у Великій Вітчизняній війні 1941—1945 рр.» (1946). Випускник Олексіївського училища в 1919 році.
- Добровольський Микола Миколайович (1906—1983) — професійний фотограф, близько 50 років пропрацював в конструкторсько-експериментальному інституті при Горьківському автозаводі, учасник всіх заводських випробувальних автопробігів, член Спілки журналістів СРСР, нагороджений орденом «Знак Пошани» (1966, 1982) і медаллю «Заслужений автозаводець» (1976)[10] .